# 浆果苣苔
浆果苣苔（学名：Cyrtandra umbellifera）为苦苣苔科浆果苣苔属下的一个种。